# Города и музеи мира
«Города и музеи мира» — научно-популярная книжная серия, выпускавшаяся издательством «Искусство» в Москве в 1967—1990-м и после перерыва в 1994—1995 годах. Книги серии были посвящены известнейшим историческим местам зарубежных стран, их музейным собраниям, а также крупнейшим музеям СССР.
Книги издавались карманного формата, в тканевом переплёте с суперобложкой, с 1980-х — в целлофанированном картонном переплёте. Единый стиль оформления серии был очень узнаваем — на белом фоне большая цветная фотография известнейшего памятника описываемого города или музейного собрания, название книги чётким чёрным шрифтом на белом корешке. Фамилии авторов проставлялись на титульном листе, вынесение их на переплёт в 1980-х годах несколько разрушило цельность восприятия книг серии. Книги пользовались большим спросом, были включены во многие домашние библиотеки. Некоторые из них были переизданы с дополнениями.
В создании книг серии принимали участие известные музейные работники, искусствоведы.
Выявлено 48 книг серии.

## Книги серии по годам
1967
- Георгиевская Е. Б. Прага. — М.: Искусство, 1967. — 192 с. — (Города и музеи мира). — 50 000 экз.
- Сидорова Н. А. Афины. — М.: Искусство, 1967. — 174 с. — (Города и музеи мира). — 50 000 экз.
- Ходжаш С. И. Каир. — М.: Искусство, 1967. — 184 с. — (Города и музеи мира). — 50 000 экз.

1968
- Антонова В. И. Государственная Третьяковская галерея. — М.: Искусство, 1968. — 184 с. — (Города и музеи мира). — 75 000 экз.
- Кузнецова И. А. Национальная галерея в Лондоне. — М.: Искусство, 1968. — 160 с. — (Города и музеи мира). — 50 000 экз.
- Малицкая К. М. Толедо: (Старая столица Испании). — М.: Искусство, 1968. — 184 с. — (Города и музеи мира). — 50 000 экз.

1969
- Воронихина Л. Н. Лондон. — М.: Искусство, 1969. — 248 с. — (Города и музеи мира). — 50 000 экз.
- Егорова К. С. Художественные музеи Голландии. — М.: Искусство, 1969. — 184 с. — (Города и музеи мира). — 50 000 экз.
- Калитина Н. Н. Музеи Парижа. — М.: Искусство, 1969. — 224 с. — (Города и музеи мира). — 50 000 экз.

1970
- Всеволожская С. Н. Венеция. — Л.: Искусство. Ленингр. отд-ние, 1970. — 224 с. — (Города и музеи мира). — 50 000 экз.
- Моруа А. Париж / Пер. с фр. — М.: Искусство, 1970. — 168 с. — (Города и музеи мира). — 50 000 экз.
- Сененко М. С. Вена. — М.: Искусство, 1970. — 224 с. — (Города и музеи мира). — 50 000 экз.

1971
- Ковтунович О. В., Ходжаш С. И. Багдад. — М.: Искусство, 1971. — 176 с. — (Города и музеи мира). — 50 000 экз.

1972
- Никитюк О. Д. Кордова. Гранада. Севилья: (Древние центры Андалусии). — М.: Искусство, 1972. — 192 с. — (Города и музеи мира). — 50 000 экз.
- Соколов Г. И. Дельфы. — М.: Искусство, 1972. — 184 с. — (Города и музеи мира). — 50 000 экз.
- Цапенко М. П. София. Тырново. Пловдив. — М.: Искусство, 1972. — 208, [12] с. — (Города и музеи мира). — 50 000 экз.

1973
- Коровина А. К., Сидорова Н. А. Города Кипра. — М.: Искусство, 1973. — 216 с. — (Города и музеи мира). — 50 000 экз.
- Молева Н. М. Варшава. — М.: Искусство, 1973. — 192 с. — (Города и музеи мира). — 50 000 экз.
- Седова Т. А. Художественные музеи Бельгии. — М.: Искусство, 1973. — 224 с. — (Города и музеи мира). — 50 000 экз.

1974
- Воронихина Л. Н. Эдинбург. — М.: Искусство, 1974. — 256 с. — (Города и музеи мира). — 50 000 экз.
- Герман М. Ю. Антверпен. Гент. Брюгге: (Города старой Фландрии). — М.: Искусство, 1974. — 184 с. — (Города и музеи мира). — 50 000 экз.

1975
- Савицкая В. И. Краков. — М.: Искусство, 1975. — 216 с. — (Города и музеи мира). — 50 000 экз.
- Ходжаш С. И. Каир. — 2-е изд., испр. и доп. — М.: Искусство, 1975. — 184 с. — (Города и музеи мира). — 50 000 экз.

1976
- Глозман И. М. (сост.). Кусково. Останкино. Архангельское / Сост.: И. М. Глозман, В. Л. Рапопорт, И. Г. Семёнова и др. — М.: Искусство, 1976. — 208, [12] с. — (Города и музеи мира). — 50 000 экз.
- Дрампян И. Р., Корхмазян Э. М. Художественные сокровища Матенадарана. — М.: Искусство, 1976. — 176 с. — (Города и музеи мира). — 50 000 экз.
- Комелова Г. Н., Уханова И. Н. Сплит. Дубровник. — М.: Искусство, 1976. — 208 с. — (Города и музеи мира). — 50 000 экз.

1977
- Глозман И. М. (сост.). Кусково. Останкино. Архангельское / Сост.: И. М. Глозман, В. Л. Рапопорт, И. Г. Семёнова и др. — 2-е изд. — М.: Искусство, 1977. — 208, [12] с. — (Города и музеи мира).
- Ломакина И. И. Улан-Батор. — М.: Искусство, 1977. — 200 с. — (Города и музеи мира). — 50 000 экз.
- Ненарокомова И. С. Государственные музеи Московского Кремля. — М.: Искусство, 1977. — 200 с. — (Города и музеи мира). — 50 000 экз.
- Факторович М. Д., Членова Л. Г. Художественные музеи Киева. — М.: Искусство, 1977. — 256 с. — (Города и музеи мира). — 50 000 экз.
- Элиасберг Н. Е. Бухарест. — М.: Искусство, 1977. — 192 с. — (Города и музеи мира). — 50 000 экз.

1978
- Горяинов В. В. Падуя. Виченца. Верона. — М.: Искусство, 1978. — 184 с. — (Города и музеи мира). — 50 000 экз.
- Островский Г. С. Художественные музеи Львова. — М.: Искусство, 1978. — 216 с. — (Города и музеи мира). — 50 000 экз.

1979
- Демская А. А. Государственный музей изобразительных искусств им. А. С. Пушкина. — М.: Искусство, 1979. — 240 с. — (Города и музеи мира). — 50 000 экз.
- Никитюк О. Д. Художественные музеи Венеции. — М.: Искусство, 1979. — 184, [24] с. — (Города и музеи мира). — 50 000 экз.
- Сидорова Н. А., Стародуб Т. Х. Города Сирии. — М.: Искусство, 1979. — 232 с. — (Города и музеи мира). — 50 000 экз.

1980
- Кшижановский Л. Гданьск / Пер. с пол. — М.: Искусство, 1980. — 272, [12] с. — (Города и музеи мира). — 50 000 экз.

1981
- Кривченко В. И. Помпеи. Геркуланум. Стабии. — М.: Искусство, 1981. — 224 с. — (Города и музеи мира). — 50 000 экз.

1982
- Дрампян Р. Г. Государственная картинная галерея Армении. — М.: Искусство, 1982. — 248 с. — (Города и музеи мира). — 50 000 экз.
- Панас К. И. Художественный музей Метрополитен. — М.: Искусство, 1982. — 264 с. — (Города и музеи мира). — 50 000 экз.

1983
- Воронихина Л. Н. Государственный Эрмитаж. — М.: Искусство, 1983. — 456 с. — (Города и музеи мира). — 100 000 экз.
- Демская А. А. Государственный музей изобразительных искусств им. А. С. Пушкина. — М.: Искусство, 1983. — 240 с. — (Города и музеи мира). — 50 000 экз.
- Кузнецова И. А. Национальная галерея в Лондоне. — 2-е изд., доп. — М.: Искусство, 1983. — 192 с. — (Города и музеи мира). — 50 000 экз.

1984
- Сидорова Н. А. Афины. — 2-е изд., перераб. и доп. — М.: Искусство, 1984. — 208 с. — (Города и музеи мира).

1985
- Кривченко В. И. Помпеи. Геркуланум. Стабии. — 2-е изд., доп. — М.: Искусство, 1985. — 224 с. — (Города и музеи мира). — 50 000 экз.
- Курбатов Ю. И. Хельсинки. — М.: Искусство, 1985. — 248 с. — (Города и музеи мира). — 50 000 экз.

1986
- Калитина Н. Н. Музеи Парижа. — 2-е изд., перераб. и доп. — М.: Искусство, 1986. — 240 с. — (Города и музеи мира). — 50 000 экз.
- Турчин В. С. Города и замки Луары. — М.: Искусство, 1986. — 224 с. — (Города и музеи мира). — 50 000 экз.

1987
Ненарокомова И. С. Государственные музеи Московского Кремля. — 2-е изд. доп. — М.: Искусство, 1987. — 239 с. — (Города и музеи мира). — 50 000 экз.
1988
1989
- Минц Н. В. Театральные коллекции Франции. — М.: Искусство, 1989. — 448 с. — (Города и музеи мира). — 50 000 экз.

1990
- Седова Т. А. Старая пинакотека в Мюнхене. — М.: Искусство, 1990. — 280 с. — (Города и музеи мира). — 50 000 экз. — ISBN 5-210-00309-4.

1991—1993
- Изданий не выявлено.

1994
- Абеляшева Г. В. Фонтенбло. Во-ле-Виконт. Версаль. — М.: Искусство, 1994. — 256 с. — (Города и музеи мира). — 5000 экз. — ISBN 5-210-00020-6.
- Кудрявцев Б. В. Художественные музеи Лондона: Галерея Тейт. Галерея Института Курто. Коллекция Уоллес. Картинная галерея Далидж-Колледжа и Галерея Кенвуд-Хауса / Рец. И. А. Кузнецова; Худож. серии Н. И. Васильев. — М.: Искусство, 1994. — 224 с. — (Города и музеи мира). — 25 000 экз. — ISBN 5-210-02545-4.
- Опочинская А. И. Рим. — М.: Искусство, 1994. — 272 с. — (Города и музеи мира). — 5000 экз. — ISBN 5-210-00306X.

1995
- Маркин Ю. П. Вартбург. Айзенах. Эрфурт. Ваймар. — М.: Искусство, 1995. — 192 с. — (Города и музеи мира). — 10 000 экз. — ISBN 5-210-02364-8.
- Николаева Н. С. Стокгольм и его музеи. — М.: Искусство, 1995. — 208 с. — (Города и музеи мира). — 10 000 экз. — ISBN 5-210-02547-0.

## Список книг серии по названиям
1. Антверпен. Гент. Брюгге: (Города старой Фландрии). / 1974
2. Афины. / 1967; 1984
3. Багдад. / 1971
4. Бухарест. / 1977
5. Вартбург. Айзенах. Эрфурт. Ваймар. / 1995
6. Варшава. / 1973
7. Вена. / 1970
8. Венеция. / 1970
9. Гданьск. / 1980
10. Города и замки Луары. / 1986
11. Города Кипра. / 1973
12. Города Сирии. / 1979
13. Государственная картинная галерея Армении. / 1982
14. Государственная Третьяковская галерея. / 1968
15. Государственные музеи Московского Кремля. / 1977
16. Государственный музей изобразительных искусств имени А. С. Пушкина. / 1979/1; 1983/2
17. Государственный Эрмитаж. / 1983
18. Дельфы. / 1972
19. Каир. / 1967/1; 1975/2
20. Кордова. Гранада. Севилья: (Древние центры Андалусии). / 1972
21. Краков. / 1975
22. Кусково. Останкино. Архангельское. / 1976
23. Лондон. / 1969
24. Музеи Парижа. / 1967; 1969; 1986
25. Национальная галерея в Лондоне. / 1968; 1983
26. Падуя. Виченца. Верона. / 1978
27. Париж. / 1970
28. Помпеи. Геркуланум. Стабии. / 1981; 1985
29. Прага. / 1967
30. Рим. / 1995
31. София. Тырново. Пловдив. / 1972
32. Сплит. Дубровник. / 1976
33. Старая пинакотека в Мюнхене. / 1990
34. Стокгольм и его музеи. / 1995
35. Театральные коллекции Франции. / 1989
36. Толедо: (Старая столица Испании). / 1968
37. Улан-Батор. / 1977
38. Фонтенбло. Во-ле-Виконт. Версаль. / 1994
39. Хельсинки. / 1985
40. Художественные музеи Бельгии. / 1973
41. Художественные музеи Венеции. / 1979
42. Художественные музеи Голландии. / 1969
43. Художественные музеи Киева. / 1977
44. Художественные музеи Лондона. / 1994
45. Художественные музеи Львова. / 1978
46. Художественный музей Метрополитен. / 1982
47. Художественные сокровища Матенадарана. / 1976
48. Эдинбург. / 1974.